# Maria Zamboni
Maria Zamboni   (Ponti sul Mincio, 25 de juliol de 1895 - Peschiera del Garda, 25 de març de 1976) fou una soprano italiana que va tenir un prolífica carrera a Itàlia i Amèrica del Sud entre 1921 i 1936. Admirada per la vivesa dels seus personatges i pel seu cant expressiu, Zamboni va ser una intèrpret popular i freqüent tant a La Scala com al Teatro Costanzi. El seu repertori era molt ample, des de les heroïnes de Verdi i Wagner fins als rols de la grand opéra i el verisme. Però molt particularment se la va associar amb els papers de les obres de Giacomo Puccini i notablement va cantar Liu en l'estrena el 1926 de Turandot.
La Temporada 1930-1931 va cantar al Gran Teatre del Liceu de Barcelona.